# Championnats de France d'escalade 2021
Navigation
Édition précédente Édition suivante
Les championnats de France d'escalade de 2021 devaient se décomposer, comme chaque année, en trois weekends : un pour chaque discipline. Malheureusement, en raison de la Pandémie de Covid-19, aucun championnat de France d'escalade n'a pu avoir lieu.
Le championnat de France d'escalade de bloc aurait dû se dérouler les 20 et 21 mars à Plougoumelen, dans le Morbihan.
Le championnat de France d'escalade de difficulté devait avoir lieu les 12 et 13 juin à Voiron, en Isère.